# Ripon, Wisconsin
Ripon là một thành phố thuộc quận Fond du Lac, tiểu bang Wisconsin, Hoa Kỳ. Năm 2000, dân số của thành phố này là 7450 người.